# Ischaemum heterotrichum
Ischaemum heterotrichum är en gräsart som beskrevs av Eduard Hackel. Ischaemum heterotrichum ingår i släktet Ischaemum och familjen gräs. Inga underarter finns listade i Catalogue of Life.